# Nordische Para-Skiweltmeisterschaften

Logo des Internationalen Paralympischen Komitee (IPC)

Die Nordischen Skiweltmeisterschaften der Behinderten (englisch IPC Nordic Skiing World Championships) werden seit 1974 ausgetragen. Nach den ausgetragenen Sportarten wurden die Weltmeisterschaften zeitweise auch als Biathlon- und Skilanglaufweltmeisterschaften der Behinderten (engl. IPC Biathlon and Cross-Country Skiing World Championships) bezeichnet. Die letzte Veranstaltung unter diesem Namen fand 2015 statt. Ab 2017 werden die Weltmeisterschaften als World Para Nordic Skiing Championships, also „Nordische Para-Skiweltmeisterschaften“, bezeichnet.
Ausgetragen wurden sie vom Internationalen Paralympischen Komitee (IPC). Seit 2023 werden die Para-Weltmeisterschaften unter der Schirmherrschaft der Fédération Internationale de Ski (FIS) ausgetragen.

## Austragungsorte
| Nr.   | Jahr | Austragungsort   | Hinweise |
| ----- | ---- | ---------------- | --- |
| I.    | 1974 | Le Grand-Bornand | Ausgetragen wurden neben Skilanglauf auch die alpinen Disziplinen. Bezeichnet wurde die Veranstaltung offiziell vom Veranstalter, der International Sports Organisation for Disabled (ISOD) als Skiweltmeisterschaft der Behinderten. |
| II.   | 1982 | Berner Alpen     | |
| III.  | 1986 | Sälen            | |
| IV.   | 1990 | Jackson          | benannt als 5. Nordische Behinderten-Weltmeisterschaft (englisch 5th World Nordic Disabled Championships) |
| V.    | 1996 | Sunne            | |
| VI.   | 2000 | Crans-Montana    | |
| VII.  | 2003 | Baiersbronn      | |
| VIII. | 2005 | Fort Kent        | |
| IX.   | 2009 | Vuokatti         | |
| X.    | 2011 | Chanty-Mansijsk  | |
| XI.   | 2013 | Sollefteå        | |
| XII.  | 2015 | Cable            | |
| XIII. | 2017 | Finsterau        | |
| XIV.  | 2019 | Prince George    | |
| XV.   | 2021 | Lillehammer      | |
| XVI.  | 2023 | Östersund        | |
| XVII. | 2025 | Toblach          | Distanzrennen und Staffel |
| XVII. | 2025 | Trondheim        | Nur Sprint (Teil der Nordischen Skiweltmeisterschaften 2025) |